# Feliks Maciejewski

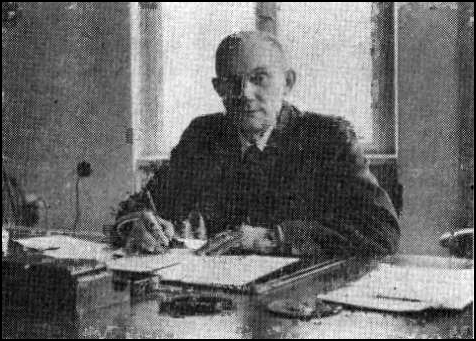
Feliks Maciejewski przy pracy (maj 1945)

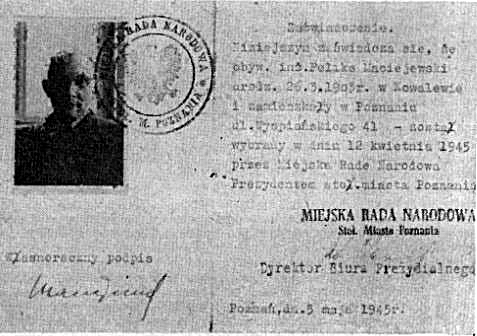
Legitymacja prezydencka Feliksa Maciejewskiego

Feliks Emanuel Maciejewski (ur. 26 marca 1903, zm. 21 grudnia 1985) – polski inżynier i konstruktor, prezydent Poznania w 1945.

## Życiorys
Pochodził z Kowalewa Pomorskiego. Urodził się 26 marca 1903 w rodzinie blacharza Felicjana Huberta (ur. 1863) i Joanny Maciejewskich. Miał cztery siostry: Władysławę (ur. 1896), Wandę (ur. 1897), Helenę (ur. 1902), Annę (ur. 1904) oraz trzech braci: Józefa (1898–1960), elektrotechnika, Jana (1900–1939), nauczyciela głuchoniemych w Wejherowie, rozstrzelanego przez Niemców, i Alfonsa (ur. 1906), dyrektora szpitala ortopedycznego w Poznaniu. Od 1 kwietnia 1917 uczył się w warsztacie Franciszka Dzwonkowskiego w Kowalewie. Później dokształcał się w fabryce Stanisława Mosesa w Wąbrzeźnie. W 1920 wyjechał do Poznania na studia inżynierskie. Z uwagi na brak pieniędzy potrzebnych do zdobycia wykształcenia podjął się pracy m.in. warsztatach przy ul. Grunwaldzkiej oraz w firmie Stanisława i Witolda Hedingera (przy ul. św. Marcin 26). Studia w Szkole Budowy Maszyn rozpoczął 15 marca 1922, a ukończył 28 stycznia 1925 z tytułem technologa-mechanika. W lutym 1925 rozpoczął pracę w zakładach H. Cegielski. Ponieważ zakłady te znalazły się w trudnej sytuacji finansowej, która przełożyła się na pracowników, Maciejewski zaczął szukać innego zatrudnienia. W sierpniu 1926 podjął zatrudnienie w Starachowickich Zakładach Górniczych. 12 sierpnia 1927 został powołany w celu odbycia służby wojskowej. Przydzielony został do 3 Pułku Lotniczego w Ławicy k. Poznania. Skierowano go na kurs rekrucki do Szkoły Podchorążych Rezerwy Lotnictwa (fort Radziwiłła), a później do baonu balonowego w Toruniu. Służbę wojskową zakończył 20 września 1928 ze stopniem plutonowego-podchorążego (w 1937 podczas ćwiczeń wojskowych w 2 batalionie balonowym w Legionowie awansował do podporucznika rezerwy - obserwatora balonowego).
Przez pewien czas pracował w firmie swojego brata, Józefa, a później w biurze projektowym Zakładów Wojskowych w Toruniu, Państwowych Zakładach Inżynierii w Ursusie (od 1935), zakładach Centra w Poznaniu (od 1938).

### II wojna światowa
Podczas II wojny światowej dostał się do niewoli i był internowany w obozie w Olsztynie przez 6 tygodni, po czym wrócił do pracy w zakładach Centra. Zastępca dyrektora zakładów i współpracownik tajnej niemieckiej policji, Hans Müller, prześladował Maciejewskiego, ponieważ nie udało się go nakłonić do donoszenia na Polaków pracujących w fabryce. Z tego powodu rodzina Maciejewskiego musiała zmieniać miejsca zamieszkania (mieszkał przy ul. Chwiałkowskiego, ul. Michała w budynku należącym do zakładów Centra, ul. Saperskiej do 1944, ul. Umińskiego 14/11). 14 lipca 1941 uciekł z zakładów Centra ponieważ Hans Müller zlecił jego aresztowanie. Zgłosił się do urzędu zatrudnienia. Stamtąd skierowano go do biura konstrukcyjnego Deutsche Waffen und Munitionsfabriken A.G. Werk Posen. W akcie zemsty za prześladowania doznane od Hansa Müllera udało mu się przekonać dyrektora biura konstrukcyjnego, by przenieść z Centry do biura 6 najlepszych konstruktorów, pozbawiając tym samym Centrę fachowców (spowodowało to wstrzymanie pracy na 1,5 miesiąca). Maciejewski został aresztowany, ale po złożeniu wyjaśnień wypuszczono go. W wyniku tej sprawy Hans Müller został skompromitowany i opuścił Poznań.
Od 1941 pod nadzorem dyrekcji fabryki wykładał w szkole rzemieślniczej dla Polaków. Prowadził w tym czasie działalność konspiracyjną (zebrania w mieszkaniu Józefa Surmy, współpraca z PPR, wykłady z zagadnień marksistowskich). Prowadził działalność dywersyjną polegającą na spowalnianiu działania biura konstrukcyjnego. Pod koniec II wojny światowej pomagał swojemu bratu, Alfonsowi, pracując jako pielęgniarz w szpitalu ortopedycznym na Wildzie. 

### Prezydentura
Na początku 1945 zgłosił się Komitetu Miejskiego PPR przy ul. Matejki 59 i otrzymał legitymację partyjną. 8 lutego 1945 został wezwany do Komitetu Miejskiego PPR, gdzie Józef Majchrzak (II sekretarz) oraz Janina Kowalska (delegatka Komitetu Centralnego) zaproponowali mu objęcie stanowiska prezydenta miasta. Początkowo nie chciał się zgodzić, gdyż chciał poświęcić się pracy inżyniera-konstruktora. W końcu przyjął propozycję, ale z zastrzeżeniem maksymalnie półrocznej kadencji.
Został mianowany Prezydentem Miasta Poznania 9 lutego 1945 przez pełnomocnika rządu na województwo, Michała Gwiazdowicza. Przystąpił do organizowania odbudowy miasta. 7 marca 1945 przyjął w Poznaniu Michała Żymierskiego, a 8 marca 1945 Bolesława Bieruta. 11 kwietnia 1945 oficjalnie został wybrany na stanowisko prezydenta Poznania przez Radę Narodową, oficjalnie pełnił urząd od dnia następnego (12 kwietnia 1945). W kwietniu 1945 wyruszył wraz z Józefem Szłapczyńskim w podróż do Warszawy, by pozyskać pieniądze dla Poznania. 
Ogłosił plany zburzenia zamku cesarskiego w Poznaniu. Ostatecznie jego następca Stanisław Sroka, po konsultacjach z Bolesławem Bierutem, zrezygnował z tego planu. W czerwcu 1945 złożył rezygnację ze stanowiska prezydenta, a 16 lipca 1945 przekazał urząd swemu następcy.

### Po 1945
Od lipca 1945 był wicedyrektorem Zjednoczenia Przemysłu Obrabiarkowego w Pruszkowie. Pracował tam do 15 marca 1946. Powrócił na stałe do Poznania i rozpoczął reaktywację zakładów przemysłowych, konstruował urządzenia dla nowo powstałych zakładów pracy. Pracował kolejno w Zjednoczeniu Przemysłu Taboru Kolejowego „Tasko”, Biurze Projektowania Zakładów Przemysłu Metalowego i Elektrotechnicznego (Prozamet Warszawa, Poznań), Pracowni Konstrukcyjnej Maszyn i Urządzeń Młynarskich, Spichrzowych i Piekarniczych, Biurze Projektowym Wodno-Melioracyjnym, Biurze Konstrukcyjnym Ceramiki Budowlanej, Przedsiębiorstwie Remontowo-Montażowym Przemysłu Papierniczego, Miejskich Zakładach Przemysłu Terenowego Materiałów Budowlanych (dyrektor, 1957-1959), od 1964 w Miejskim Przedsiębiorstwie Komunikacyjnym (starszy inżynier BHP). 
Zmarł 21 grudnia 1985, pochowany obok żony na cmentarzu Górczyńskim w Poznaniu (kwatera IIIP-17-22).

## Życie prywatne
Ożenił się z Władysławą Glapką (ur. 27 maja 1913 w Kunowie, zm. 6 czerwca 1966). Mieli troje dzieci: Janinę (ur. 25 sierpnia 1942), Zdzisława (ur. 25 września 1945, zm. 29 lipca 1949) oraz Felicję (ur. 23 marca 1951).